# Gebhard de Lahngau
Gebhard (mort vers 879) était un noble franc qui fut comte (Graf) dans le Lahngau en Austrasie. Il est considéré comme le premier ancêtre documenté de la dynastie des Conradiens.

## Biographie
Selon une théorie, Gebhard est le fils d'Eudes l'Ancien (mort en 834), comte d'Orléans à partir de 828, et de son épouse Engeltrude (morte en 853), fille du comte Leuthard Ier de Paris. Si tel était le cas, ses ancêtres seraient issus de Gérold Ier (mort vers 784), comte dans le Kraichgau, le père de Hildegarde qui épousa Charlemagne vers 771. Ce lien étroit avec la dynastie des Carolingiens contribua fortement à l'ascension de la famille. 
Documenté depuis 832, Gebhard lui-même était un proche partisan de l'empereur Louis le Pieux, fils de Charlemagne et de Hildegarde. Durant la guerre civile entre les fils de Louis le Pieux, après la déposition de l'empereur, le comte et l'abbé Grimald de Wissembourg se sont rendus en janvier 834 à Aix-la-Chapelle comme ambassadeurs de Louis le Germanique. En 838, il s'allie au comte Poppon de Grapfeld et à l'archevêque Otgar de Mayence contre la rébellion du Germanique à l'encontre de Louis le Pieux. L'année suivante, Gebhard, l'évêque Badurad de Paderborn et le marquis Bernard de Septimanie ont été envoyés à Blois par l'empereur pour engager des négociations avec son fils Lothaire.

## Descendance
Gebhard est le père de :
- Udo de Neustrie, comte dans le Lahngau ;
- Waldo , abbé de Saint-Maximin à Trèves ;
- Bertulf , évêque de Trèves ;
- Bérenger de Neustrie , comte de Hessengau.

En 861, ses fils se sont rebellés contre le roi Louis le Germanique et ils ont été obligés de fuir à la cour de Charles le Chauve. Gebhard lui-même rejoignit le couvent de Gemünden en 879.

## Sources
- The Annals of Fulda. (Manchester Medieval series, Ninth-Century Histories, Volume II.) Reuter, Timothy (trans.) Manchester: Manchester University Press, 1992.